# Taiwanaphis kalipadi
Taiwanaphis kalipadi är en insektsart. Taiwanaphis kalipadi ingår i släktet Taiwanaphis och familjen långrörsbladlöss. Inga underarter finns listade i Catalogue of Life.